# Kikkerpolder
De Kikkerpolder is een polder en voormalig waterschap in de gemeente Leiden, in de Nederlandse provincie Zuid-Holland. 
Het waterschap was verantwoordelijk voor de vervening, drooglegging en de waterhuishouding in de gelijknamige polder. De polder werd in 1968 opgeheven, ontpolderd en bij de gemeente Leiden gevoegd. De Kikkermolen aan de Oegstgeesterweg die de polder vroeger drooghield, is gerestaureerd en draait nog regelmatig.
De polder biedt nu plaats aan Sportpark Kikkerpolder, de thuisbasis van voetbalclubs UVS en Lugdunum.